# 蛙頜翼龍屬
蛙頜翼龍屬是翼龍目的一屬，化石發現於中亞哈薩克斯坦，年代為侏儸紀的牛津階到啟莫里階。
模式種是飛行蛙頜翼龍（B. volans），是在1948年由蘇聯古生物學家Anatoly Nicolaevich Ryabinin所敘述、命名。屬名在古希臘文意為「青蛙的頜部」，意指其頭部短而寬；種名在拉丁文意為「飛行」。
目前已發現三個化石，化石的發現地點為天山山脈西北支脈卡臘套山的山腳下，類似德國巴伐利亞州索倫霍芬地區的湖泊沉積層。正模標本（編號PIN 52-2）為一個不完整的非天然狀態化石，包含頭顱骨碎片、下頜、脊椎、肋骨、後腿、以及翼部骨頭。蛙頜翼龍擁有高、短、寬廣的頭顱骨，長度為4.8公分，而上頜有22或24顆彎曲的圓錐狀牙齒，下頜短而寬廣。沒有發現蛙頜翼龍的尾部化石，目前被推論具有短尾部。
蛙頜翼龍的翼展被估計為50公分。大衛·安文（David Unwin）估計其翼展約75公分。蛙頜翼龍的尾巴並沒有保存下來，牠們是否擁有尾巴仍在爭論當中，通常被推論具有短尾部。
蛙頜翼龍被歸類於蛙嘴龍科，相似物種為蛙嘴龍。在2003年，亞歷山大·克爾納（Alexander Kellner）將亞洲的蛙頜翼龍、樹翼龍、熱河翼龍，歸類於演化支Asiaticognathidae科。在2006年，呂君昌將蛙頜翼龍、熱河翼龍列為姊妹分類單元。
如同其他蛙嘴龍科，蛙頜翼龍被推論是食蟲動物，用寬廣嘴部捕抓昆蟲為食。